# NGC 3027
NGC 3027 is een balkspiraalstelsel in het sterrenbeeld Grote Beer. Het hemelobject werd op 3 april 1785 ontdekt door de Duits-Britse astronoom William Herschel.

## Synoniemen
- UGC 5316
- IRAS 09513+7226
- MCG 12-10-9
- ZWG 333.6
- ZWG 332.68
- VV 358
- KUG 0951+724
- PGC 28636